# Esarcato apostolico di Russia

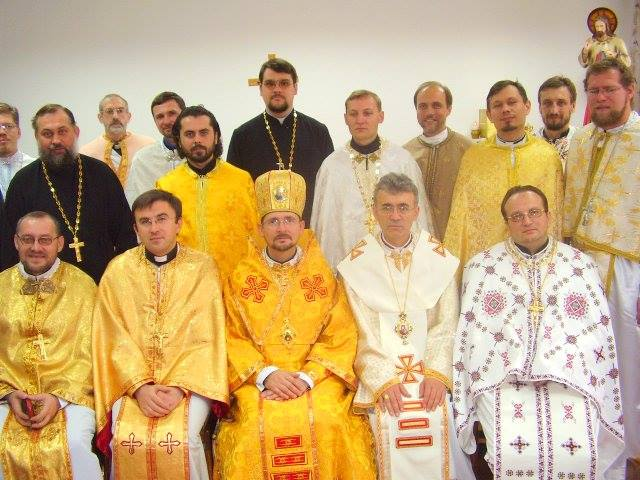
Foto di gruppo del clero greco-cattolico in servizio in Russia nel 2006.

L'esarcato apostolico di Russia (in latino Exarchatus Apostolicus Russiae) è una sede della Chiesa cattolica in Russia immediatamente soggetta alla Santa Sede. La sede è vacante.

## Territorio
L'esarcato apostolico comprende tutti i cattolici di rito bizantino in Russia, appartenenti quindi alla Chiesa greco-cattolica russa.
Esistono due parrocchie a Mosca, una a San Pietroburgo, una ad Omsk e una a Nižnevartovsk.

## Storia
L'esarcato apostolico è stato eretto nel 1917.
Entrambi gli esarchi subirono il martirio e furono beatificati il 27 giugno 2001 da papa Giovanni Paolo II con il breve Sicut abundant.
Il 20 dicembre 2004 la Congregazione per le Chiese Orientali, ha nominato il vescovo latino di Novosibirsk anche ordinario per i cattolici di rito bizantino in Russia.
Allo stato attuale, in Russia esistono circa 30 comunità di cattolici di rito orientale.

## Cronotassi degli esarchi
Si omettono i periodi di sede vacante non superiori ai 2 anni o non storicamente accertati.
- Beato Leontiy Leonid Fëdorov, M.S.U. † (28 maggio 1917 - 7 marzo 1935 deceduto)
  - Sede vacante (1935-1939)
- Beato Klymentiy Šeptyckyj, M.S.U. † (17 settembre 1939 - 1º maggio 1951 deceduto)
  - Sede vacante
  - Joseph Werth, S.I., dal 20 dicembre 2004 (amministratore apostolico)